# Diplazium
Genre
Diplazium est un genre de fougères de la famille des Athyriaceae.

## Liste d'espèces
Selon Catalogue of Life (9 septembre 2014) :
- Diplazium flavoviride

Selon GRIN (9 septembre 2014) :
- Diplazium arnottii Brack.
- Diplazium cristatum (Desr.) Alston
- Diplazium esculentum (Retz.) Sw.
- Diplazium expansum Willd.
- Diplazium grammitoides C. Presl
- Diplazium l'herminieri Hieron.
- Diplazium lanceum (Thunb.) C. Presl
- Diplazium molokaiense B. L. Rob.
- Diplazium polypodioides Blume
- Diplazium proliferum (Lam.) Thouars

Selon ITIS (9 septembre 2014) :
- Diplazium arnottii Brack.
- Diplazium centripetale (Baker) Maxon
- Diplazium cristatum (Desr.) Alston
- Diplazium esculentum (Retz.) Sw.
- Diplazium expansum Willd.
- Diplazium grandifolium (Sw.) Sw.
- Diplazium hymenodes (Mett.) Á. Löve & D. Löve
- Diplazium lherminieri Hieron.
- Diplazium lonchophyllum Kunze
- Diplazium meyenianum C. Presl
- Diplazium molokaiense W.J. Rob.
- Diplazium plantaginifolium (L.) Urb.
- Diplazium pycnocarpon (Spreng.) Broun
- Diplazium riedelianum (Bong. ex Kunze) C. Presl
- Diplazium sandwichianum (C. Presl) Diels
- Diplazium striatum (L.) C. Presl
- Diplazium unilobum (Poir.) Hieron.
- Diplazium woodwardioides (C. Presl) C.V. Morton

## Liste des espèces et variétés
Selon NCBI (9 septembre 2014) :
- Diplazium acanthopus
- Diplazium accedens
- Diplazium alatum
- Diplazium amamianum
- Diplazium arborescens
- Diplazium asperum
- Diplazium australe
- Diplazium balliviani
- Diplazium bantamense
- Diplazium bellum
- Diplazium bicolor
- Diplazium bombonasae
- Diplazium cavalerianum
- Diplazium centripetale
- Diplazium chinense
- Diplazium cordifolium
- Diplazium crassiusculum
- Diplazium cristatum
- Diplazium cuneifolium
- Diplazium davaoense
- Diplazium deciduum
- Diplazium dilatatum
- Diplazium divergens
- Diplazium doederleinii
- Diplazium donianum
  - variété Diplazium donianum var. aphanoneuron
  - variété Diplazium donianum var. donianum
- Diplazium echinatum
- Diplazium esculentum
- Diplazium fauriei
- Diplazium fraxinifolium
- Diplazium giganteum
- Diplazium griffithii
- Diplazium hachijoense
- Diplazium hainanense
- Diplazium hayatamae
- Diplazium heterocarpum
- Diplazium hians
- Diplazium himalayense
- Diplazium hirtipes
- Diplazium incomptum
- Diplazium kawakamii
- Diplazium latifrons
- Diplazium laxifrons
- Diplazium legalloi
- Diplazium leptophyllum
- Diplazium lindbergii
- Diplazium lobatum
- Diplazium lomariaceum
- Diplazium lonchophyllum
- Diplazium longicarpum
- Diplazium longifolium
- Diplazium macrophyllum
- Diplazium malaccense
- Diplazium matthewii
- Diplazium maximum
- Diplazium megaphyllum
- Diplazium mettenianum
- Diplazium multicaudatum
- Diplazium muricatum
- Diplazium nanchuanicum
- Diplazium nipponicum
- Diplazium okudairai
- Diplazium ovatum
- Diplazium petelotii
- Diplazium petrii
- Diplazium pinfaense
- Diplazium pinnatifido-pinnatum
- Diplazium pinnatifidum
- Diplazium plantaginifolium
- Diplazium proliferum
- Diplazium prolixum
- Diplazium pseudocyatheifolium
- Diplazium pullingeri
- Diplazium pycnocarpon
- Diplazium remotum
- Diplazium sibiricum
  - variété Diplazium sibiricum var. glabrum
  - variété Diplazium sibiricum var. sibiricum
- Diplazium simile
- Diplazium sorzogonense
- Diplazium spectabile
- Diplazium spinulosum
- Diplazium splendens
- Diplazium squamigerum
- Diplazium squamuligerum
- Diplazium stenochlamys
- Diplazium stoliczkae
- Diplazium striatum
- Diplazium subserratum
- Diplazium subspectabile
- Diplazium subtripinnatum
- Diplazium sylvaticum
- Diplazium taiwanense
- Diplazium vestitum
- Diplazium virescens
  - variété Diplazium virescens var. conterminum
  - variété Diplazium virescens var. okinawaense
  - variété Diplazium virescens var. virescens
- Diplazium viridescens
- Diplazium viridissimum
- Diplazium wichurae
  - variété Diplazium wichurae var. amabile
  - variété Diplazium wichurae var. wichurae
- Diplazium yaoshanense

Selon The Plant List (9 septembre 2014) :
- Diplazium aberrans Maxon & C.V. Morton
- Diplazium agyokuense Tagawa
- Diplazium alienum (Mett.) Hieron.
- Diplazium altissimum (Jenman) C. Chr.
- Diplazium altum (Copel.) C. Chr.
- Diplazium amamianum Tagawa
- Diplazium ambiguum Raddi
- Diplazium andapense (Tardieu) Rakotondr.
- Diplazium andicola (Stolze) M. Kessler & A.R. Sm.
- Diplazium andinum (L. Pacheco & R.C. Moran) M. Kessler & A.R. Sm.
- Diplazium angulosum C. Chr.
- Diplazium angustisquamatum (Holttum) Parris
- Diplazium antioquiense A. Rojas
- Diplazium arayae A. Rojas
- Diplazium asplenioides (Kunze) C.Presl
- Diplazium atirrense (Donn. Sm.) Lellinger
- Diplazium australe (R. Br.) N.A. Wakef.
- Diplazium avitaguense Hieron.
- Diplazium ballivianii Rosenst.
- Diplazium basahense Ching
- Diplazium bicolor Stolze
- Diplazium biolleyi Christ
- Diplazium bipinnatum M. Kessler & A.R. Sm.
- Diplazium bolivianum M. Kessler & A.R. Sm.
- Diplazium bombonasae Rosenst.
- Diplazium brausei Rosenst.
- Diplazium brevipes (Baker) C. Chr.
- Diplazium buchtienii Rosenst.
- Diplazium burmanicum Ching
- Diplazium caracasanum (Willd.) T. Moore
- Diplazium carnosum Christ
- Diplazium cavalerianum (Christ) M. Kato
- Diplazium celtidifolium Kunze
- Diplazium centripetale (Baker) Maxon
- Diplazium chimboanum (Sodiro) C. Chr.
- Diplazium chimuense C.D. Adams
- Diplazium chiriquense C.D. Adams
- Diplazium chrysocarpum Alderw.
- Diplazium corderoi (Sodiro) Diels
- Diplazium costale (Sw.) C. Presl
- Diplazium crassiusculum Ching
- Diplazium cristatum (Desr.) Alston
- Diplazium croatianum C.D. Adams
- Diplazium cuneifolium Rosenst.
- Diplazium dilatatum Blume
- Diplazium diplazioides (Klotzsch & H. Karst.) Alston
- Diplazium divergens Rosenst.
- Diplazium divisissimum (Baker) Christ
- Diplazium donianum (Mett.) Tardieu
- Diplazium donnell-smithii Christ
- Diplazium drepanolobium A.R. Sm.
- Diplazium eggersii (Sodiro) C. Chr.
- Diplazium errans Lorea-Hern. & A.R. Sm.
- Diplazium esculentum (Retz.) Sw.
- Diplazium expansum Willd.
- Diplazium fadyenii (Hook.) Proctor
- Diplazium falcatum D. Don
- Diplazium fenzlianum C. Chr.
- Diplazium ferulaceum (T. Moore ex Hook.) Lellinger
- Diplazium flavescens (Mett.) Christ
- Diplazium forrestii (Ching ex Z.R. Wang) Fraser-Jenk.
- Diplazium franconis Liebm.
- Diplazium fuenzalidae Esp. Bustos
- Diplazium fuliginosum (Hook.) M.G. Price
- Diplazium gomezianum C.D. Adams
- Diplazium gracilescens C. Chr.
- Diplazium grandifolium (Sw.) Sw.
- Diplazium hainanense Ching
- Diplazium hammelianum C.D. Adams
- Diplazium harrisonii (Baker) Christ
- Diplazium hellwigii Mickel & Beitel
- Diplazium herbaceum Fée
- Diplazium hians Kunze ex Klotzsch
- Diplazium hieronymi (Sodiro) C. Chr.
- Diplazium humbertii (C. Chr.) Pic. Serm.
- Diplazium hyalinum A. Rojas
- Diplazium hymenodes (Mett.) Á. Löve & D. Löve
- Diplazium immensum Stolze
- Diplazium incomptum Tagawa
- Diplazium ingens Christ
- Diplazium kaalanum C. Chr.
- Diplazium kawakamii Hayata
- Diplazium lechleri (Mett.) T. Moore
- Diplazium leiopodum Hayata
- Diplazium lellingeri L. Pacheco
- Diplazium leptogrammoides C. Chr.
- Diplazium lherminieri Hieron.
- Diplazium lilloi (Hicken) R.M. Tryon & A.F. Tryon
- Diplazium lindbergii (Mett.) Christ
- Diplazium lobatum (Tagawa) Tagawa
- Diplazium lobbianum (Hook.) Moore
- Diplazium lomariaceum (C. Chr.) M.G. Price
- Diplazium lonchophyllum Kunze
- Diplazium longisorum (Baker) C. Chr.
- Diplazium macrophyllum Desv.
- Diplazium macrotis (Baker) Christ
- Diplazium maonense Ching
- Diplazium mapiriense Rosenst.
- Diplazium marginale C. Chr.
- Diplazium marojejyense (Tardieu) Rakotondr. ex J.P. Roux
- Diplazium matthewii (Copel.) C. Chr.
- Diplazium medogense (Ching & S.K. Wu) Fraser-Jenk.
- Diplazium melanosorum (Sodiro) C. Chr.
- Diplazium mesosorum (Makino) Koidz.
- Diplazium meyenianum C. Presl
- Diplazium mildei (Kuhn) C. Chr.
- Diplazium moccennianum (Sodiro) C. Chr.
- Diplazium mollifrons (C. Chr.) M.G. Price
- Diplazium molokaiense W.J. Rob.
- Diplazium monticolum (Jenman) C. Chr.
- Diplazium moritzianum Stolze
- Diplazium multigemmatum Lellinger
- Diplazium mutilum Kunze
- Diplazium myriomerum (Christ) Lellinger
- Diplazium navarrense Lellinger
- Diplazium navarretei Stolze
- Diplazium neglectum (H. Karst.) C. Chr.
- Diplazium nelsonianum A. Rojas
- Diplazium nemorale (Baker) Schelpe
- Diplazium nervosum (Mett.) Diels
- Diplazium obscurum Christ
- Diplazium oellgaardii Stolze
- Diplazium ordinatum (Christ) Lellinger
- Diplazium ottonis Klotzsch
- Diplazium oxylobum (Sodiro) C. Chr.
- Diplazium palaviense Stolze
- Diplazium palmense Rosenst.
- Diplazium panamense C.D. Adams
- Diplazium paradoxum Fée
- Diplazium paucipinnum Stolze
- Diplazium pectinatum (Fée) C. Chr.
- Diplazium pedatum Klotzsch
- Diplazium petersenii (Kunze) Christ
- Diplazium petiolulatum (Stolze) A.R. Sm.
- Diplazium pin-faense Ching
- Diplazium pinnatifidum Kunze
- Diplazium plantaginifolium (L.) Urb.
- Diplazium platylepis Ching
- Diplazium portuguesense A. Rojas
- Diplazium praestans (Copel.) C.V. Morton
- Diplazium proliferum (Lam.) Thouars
- Diplazium prominulum Maxon
- Diplazium pseudosetigerum (Christ) Fraser-Jenk.
- Diplazium puberulentum Mickel & Beitel
- Diplazium pulchrum Tagawa
- Diplazium pulicosum (Hook.) T. Moore
- Diplazium pycnocarpon (Spreng.) M. Broun
- Diplazium radicans Desv.
- Diplazium remotum Fée
- Diplazium riedelianum (Bong. ex Kuhn) Kuhn ex C. Chr.
- Diplazium roemerianum (Kunze) C. Presl
- Diplazium roraimense Cremers & K.U. Kramer
- Diplazium sammatii (Kuhn) C. Chr.
- Diplazium sanctae-rosae Christ
- Diplazium sandwichianum Diels
- Diplazium saposhanense Ching
- Diplazium seemannii T. Moore
- Diplazium semihastatum (Kunze ex Mett.) C. Chr.
- Diplazium serratifolium Ching
- Diplazium sibiricum (Turcz. ex Kunze) Sa. Kurata
- Diplazium skutchii Lellinger
- Diplazium sodiroanum C. Chr.
- Diplazium solutum (Christ) Lellinger
- Diplazium splendens Ching
- Diplazium sprucei (Baker) C. Chr.
- Diplazium stenocarpum (Mett.) C. Chr.
- Diplazium stenolepis Ching
- Diplazium striatastrum Lellinger
- Diplazium striatum (L.) C. Presl
- Diplazium stuebelianum (Hieron.) Stolze
- Diplazium stuebelii Hieron.
- Diplazium subobliquatum Rosenst.
- Diplazium subobtusum Rosenst.
- Diplazium subquadripinnatum (Copel.) Lellinger
- Diplazium subsilvaticum Christ
- Diplazium subsinuatum (Wall. ex Hook. & Grev.) Tagawa
- Diplazium sylvaticum (Bory) Sw.
- Diplazium symmetricum (Copel.) M.G. Price
- Diplazium tabalosense Hieron.
- Diplazium tablazianum Christ
- Diplazium taiwanense Tagawa
- Diplazium taylorianum (Jenman) Maxon ex Proctor
- Diplazium tenuicaule Hayata
- Diplazium tenuifolium (Copel.) Lellinger
- Diplazium ternatum Liebm.
- Diplazium textorii (Miq.) Makino
- Diplazium tomentellum (Rosenst.) L.D. Gómez
- Diplazium trianae (Mett.) C. Chr.
- Diplazium tungurahuae (Sodiro) C. Chr.
- Diplazium turubalense Rosenst.
- Diplazium tutense C.D. Adams
- Diplazium unilobum Hieron.
- Diplazium urticifolium Christ
- Diplazium vastum (Mett.) Diels
- Diplazium velaminosum (Diels) Pic. Serm.
- Diplazium venulosum (Baker) Diels
- Diplazium verapax (Donn. Sm.) Hieron.
- Diplazium vesiculosum (Sodiro) C. Chr.
- Diplazium virescens Kunze
- Diplazium wallisii (Baker) C. Chr.
- Diplazium welwitschii Diels
- Diplazium wendtii Mickel & A.R. Sm.
- Diplazium werckleanum Christ
- Diplazium wichurae (Mett.) Diels
- Diplazium wilsonii (Baker) Diels
- Diplazium wolfii Hieron.
- Diplazium yangpieense Ching
- Diplazium yuyoense M. Kessler & A.R. Sm.
- Diplazium zakamenense (Tardieu) Rakotondr.
- Diplazium zanzibaricum (Baker) C. Chr.
- Diplazium zeylanicum (Hook.) T. Moore

Selon Tropicos (9 septembre 2014) (Attention liste brute contenant possiblement des synonymes) :
- Diplazium aberrans Maxon & C.V. Morton
- Diplazium aboreum (Willd.) C. Presl
- Diplazium accedens Blume
- Diplazium acrostichoides (Sw.) Butters
- Diplazium acrotis Christ
- Diplazium actuale Fée
- Diplazium acuminatum Lodd.
- Diplazium acutale Fée
- Diplazium adnatum Mynssen & Sylvestre
- Diplazium agyokuense Tagawa
- Diplazium alatum (Christ) R. Wei & X.C. Zhang
- Diplazium alienum (Mett.) Hieron.
- Diplazium alismifolium C. Presl
- Diplazium allantodioides Ching
- Diplazium allantoideum M.G. Price
- Diplazium allorgei Tardieu
- Diplazium altissimum (Jenman) C. Chr.
- Diplazium altum (Copel.) C. Chr.
- Diplazium amamianum Tagawa
- Diplazium ambiguum Raddi
- Diplazium amplum Liebm.
- Diplazium andapense (Tardieu) Rakotondr.
- Diplazium andicola (Stolze) M. Kessler & A.R. Sm.
- Diplazium andinum (L. Pacheco & R.C. Moran) M. Kessler & A.R. Sm.
- Diplazium angulosum C. Chr.
- Diplazium angustifolium (Michx.) Butters
- Diplazium angustisquamatum (Holttum) Parris
- Diplazium annetii Jeanp.
- Diplazium anthraxacolepis Fée
- Diplazium antioquiense A. Rojas
- Diplazium aphanoneuron Ohwi
- Diplazium arayae A. Rojas
- Diplazium arborescens Sw.
- Diplazium arboreum (Willd.) C. Presl
- Diplazium aridum Christ
- Diplazium arisanense Hayata
- Diplazium asperum Blume
- Diplazium asplenioides (Kunze) C. Presl
- Diplazium assimile Bedd.
- Diplazium athyrioides T. Moore
- Diplazium atirrense (Donn. Sm.) Lellinger
- Diplazium australe (R. Br.) N.A. Wakef.
- Diplazium austrosylvaticum Fraser-Jenk. & Benniamin
- Diplazium avitaguense Hieron.
- Diplazium axillare Ching
- Diplazium baishanzuense Z.R. He
- Diplazium bakerianum Domin
- Diplazium ballivianii Rosenst.
- Diplazium bantamense Blume
- Diplazium basahense Ching
- Diplazium basipinnatifidum Ching
- Diplazium beamanii M.G. Price
- Diplazium bellum Bir
- Diplazium bicolor Stolze
- Diplazium bicuspe Hayata
- Diplazium bifrons (Sodiro) C. Chr.
- Diplazium biolleyi Christ
- Diplazium bipinnatum M. Kessler & A.R. Sm.
- Diplazium bittyuense Tagawa
- Diplazium blanchetii Mett.
- Diplazium bogotense Hieron.
- Diplazium bolivianum M. Kessler & A.R. Sm.
- Diplazium bolsteri Copel.
- Diplazium bombonasae Rosenst.
- Diplazium bommeri Christ
- Diplazium bonapartii Rosenst.
- Diplazium bonincola Nakai
- Diplazium brachycarpum Mynssen & Sylvestre
- Diplazium bradeorum Rosenst.
- Diplazium brasiliense Rosenst.
- Diplazium brausei Rosenst.
- Diplazium brevicarpium Ching
- Diplazium brevipes (Baker) C. Chr.
- Diplazium brevisorum J. Sm.
- Diplazium brunneo-viride (Jenman) C. Chr.
- Diplazium buchtienii Rosenst.
- Diplazium burmanicum Ching
- Diplazium callipteris Fée
- Diplazium calogramma Christ
- Diplazium calogrammoides (Ching ex W.M. Chu & Z.R. He) Z.R. He
- Diplazium camptocarpon Fée
- Diplazium caracasanum (Willd.) T. Moore
- Diplazium carnosum Christ
- Diplazium caudatum Jermy
- Diplazium cavalerianum (Christ) M. Kato
- Diplazium cavaleriei Christ
- Diplazium celtidifolium Kunze
- Diplazium centripetale (Baker) Maxon
- Diplazium centrochinense (Christ) Tardieu
- Diplazium ceratolepidioides I. Losch
- Diplazium ceratolepis (Christ) Christ
- Diplazium changjiangense Z.R. He
- Diplazium chimboanum (Sodiro) C. Chr.
- Diplazium chimborazense (Spruce ex Baker) Christ
- Diplazium chimuense C.D. Adams
- Diplazium chinense (Baker) C. Chr.
- Diplazium chiriquense C.D. Adams
- Diplazium chlorophyllum (Baker) Bedd.
- Diplazium chocoense (Triana ex Mett.) Hieron.
- Diplazium christensenianum Koidz.
- Diplazium chrysocarpum Alderw.
- Diplazium ciliatum Price
- Diplazium comorense Bojer
- Diplazium condorense L. Pacheco & A.R. Sm.
- Diplazium congruum Brack.
- Diplazium conilii (Franch. & Sav.) Makino
- Diplazium conterminum Christ
- Diplazium corderoi (Sodiro) Diels
- Diplazium cordifolium
- Diplazium cordovense (Baker) C. Chr.
- Diplazium costale (Sw.) C. Presl
- Diplazium costalisorum Hayata
- Diplazium costaricanum C. Chr.
- Diplazium crassifolium (Sodiro) C. Chr.
- Diplazium crassiusculum Ching
- Diplazium crenato-serratum T. Moore
- Diplazium crenatum Poir.
- Diplazium crenulatum Liebm.
- Diplazium crinipes Ching
- Diplazium cristatum (Desr.) Alston
- Diplazium croatianum C.D. Adams
- Diplazium cultrifolium (L.) Fée
- Diplazium cuneifolium Rosenst.
- Diplazium curvatum Desv.
- Diplazium dameriae Pic.Serm.
- Diplazium deciduum N. Ohta & M. Takamiya
- Diplazium decompositum Parris
- Diplazium decurrenti-alatum (Hook.) C. Chr.
- Diplazium decurrentia-alatum Koidz.
- Diplazium decussatum Hook.
- Diplazium delitescens Maxon
- Diplazium denticulosum (Desv.) C. Chr.
- Diplazium dilatatum Blume
- Diplazium dimorphophyllum Koidz.
- Diplazium dinghushanicum (Ching & S.H. Wu) Z.R. He
- Diplazium diplazioides (Klotzsch & H. Karst.) Alston
- Diplazium dissimile Fée
- Diplazium divaricatum Ching
- Diplazium divergens Rosenst.
- Diplazium diversifolium (Wall.) J. Sm.
- Diplazium divisissimum (Baker) Christ
- Diplazium doederleinii (Luerss.) Makino
- Diplazium donianum (Mett.) Tardieu
- Diplazium donnell-smithii Christ
- Diplazium drepanolobium A.R. Sm.
- Diplazium dubium Link
- Diplazium dulongjiangense (W.M. Chu) Z.R. He
- Diplazium dushanense (Ching ex W.M. Chu & Z.R. He) R. Wei & X.C. Zhang
- Diplazium echinatum C. Chr.
- Diplazium egenolfioides M.G. Price
- Diplazium eggersii (Sodiro) C. Chr.
- Diplazium elongatum Fée
- Diplazium entecnum Mickel & Beitel
- Diplazium epirachis Christ
- Diplazium errans Lorea-Hern. & A.R. Sm.
- Diplazium esculentum (Retz.) Sw.
- Diplazium expansum Willd.
- Diplazium fadyenii (Hook.) Proctor
- Diplazium falcatum D. Don
- Diplazium fauriei Christ
- Diplazium feei W. Schaffn. ex Fée
- Diplazium fenzlianum C. Chr.
- Diplazium ferulaceum (T. Moore ex Hook.) Lellinger
- Diplazium fimbriatum Mynssen & F.B. Matos
- Diplazium fimbriichlamys Nakai
- Diplazium flaccidum Christ
- Diplazium flavescens (Mett.) Christ
- Diplazium flavoviride Alston
- Diplazium flexuosum
- Diplazium formosanum Rosenst.
- Diplazium forrestii (Ching ex Z.R. Wang) Fraser-Jenk.
- Diplazium franconis Liebm.
- Diplazium fraxifolium C. Presl
- Diplazium fraxineum D. Don
- Diplazium frondosum C. Chr.
- Diplazium fuenzalidae Esp. Bustos
- Diplazium fuertesii Brause
- Diplazium fuliginosum (Hook.) M.G. Price
- Diplazium fuscopubescens (Hook.) T. Moore
- Diplazium fuscum (Baker) C. Chr.
- Diplazium gemmiferum Christ
- Diplazium giganteum (Baker) Ching
- Diplazium glingense (Ching & Y.X. Lin) Z.R. He
- Diplazium godmanii (Baker) C. Chr.
- Diplazium gomezianum C.D. Adams
- Diplazium gracilescens C. Chr.
- Diplazium grammitoides C. Presl
- Diplazium grande (Baker) C. Chr.
- Diplazium grandifolium (Sw.) Sw.
- Diplazium griffithii T. Moore
- Diplazium grosselobatum C. Chr.
- Diplazium hachijoense Nakai
- Diplazium hainanense Ching
- Diplazium hammelianum C.D. Adams
- Diplazium hancockii (Maxim.) Hayata
- Diplazium harrisonii (Baker) Christ
- Diplazium hayatamae
- Diplazium hellwigii Mickel & Beitel
- Diplazium hemionitideum Christ
- Diplazium herbaceum Fée
- Diplazium heterocarpum Ching
- Diplazium heterolobum (Sodiro) C. Chr.
- Diplazium heterophlebium (Mett. ex Baker) Diels
- Diplazium hians Kunze ex Klotzsch
- Diplazium hieronymi (Sodiro) C. Chr.
- Diplazium hilsenbergianum T. Moore
- Diplazium himalayense (Ching) Panigrahi
- Diplazium hirsutipes (Bedd.) B.K. Nayar & S. Kaur
- Diplazium hirtipes Christ
- Diplazium hirtisquama (Ching & W.M. Chu) Z.R. He
- Diplazium hookerianum (Hook.) Koidz.
- Diplazium humbertii (C. Chr.) Pic. Serm.
- Diplazium humile Baker
- Diplazium hyalinum A. Rojas
- Diplazium hymenodes (Mett.) Á. Löve & D. Löve
- Diplazium immensum Stolze
- Diplazium incisum K. Schum.
- Diplazium incomptum Tagawa
- Diplazium induratum Diels
- Diplazium inflatisorum Hayata
- Diplazium ingens Christ
- Diplazium insigne Ching
- Diplazium intercalatum Christ
- Diplazium iridiphyllum (Hayata) Hayata
- Diplazium isobasis Christ
- Diplazium japonicum (Thunb.) Bedd.
- Diplazium japonomettenianum Nakai
- Diplazium jaraguae Rosenst.
- Diplazium javanicum (Blume) Makino
- Diplazium jerdonii Bedd.
- Diplazium jinfoshanicola (W.M. Chu) Z.R. He
- Diplazium jinpingense (W.M. Chu) Z.R. He
- Diplazium kaalanum C. Chr.
- Diplazium kanasiroi Tagawa
- Diplazium kansuense (Ching & Y.P. Hsu) Z.R. He
- Diplazium kappanensis Hayata
- Diplazium kaulfussii Hieron.
- Diplazium kawabatae Sa. Kurata
- Diplazium kawakamii Hayata
- Diplazium kidoi Sa. Kurata
- Diplazium kiusianum Koidz.
- Diplazium kodamai Nakai
- Diplazium laciniatum Mickel & Beitel
- Diplazium lanceolatum A. Rojas
- Diplazium lanceum Bory
- Diplazium lasiopteris Kunze
- Diplazium lastii C. Chr.
- Diplazium latifolium (D. Don) T. Moore
- Diplazium latifrons Alderw.
- Diplazium latipinnulum (Ching & W.M. Chu) Z.R. He
- Diplazium latisectum H. Rosend.
- Diplazium laxifrons Rosenst.
- Diplazium lechleri (Mett.) T. Moore
- Diplazium lehmannii Hieron.
- Diplazium leiopodum Hayata
- Diplazium lellingeri L. Pacheco
- Diplazium leptochlamys Fée
- Diplazium leptogrammoides C. Chr.
- Diplazium leptophyllum Christ
- Diplazium lherminieri Hieron.
- Diplazium lilloi (Hicken) R.M. Tryon & A.F. Tryon
- Diplazium lindbergii (Mett.) Christ
- Diplazium lobatocrenatum Tagawa
- Diplazium lobatum (Tagawa) Tagawa
- Diplazium lobbianum (Hook.) T. Moore
- Diplazium lobulosum (Wall. ex Mett.) C. Presl
- Diplazium lohfauense C. Chr. ex Y.C. Wu, K. K. Wong & Pong
- Diplazium lomariaceum (Christ) M.G. Price
- Diplazium lonchophyllum Kunze
- Diplazium longicarpum Kodama
- Diplazium longifolium T. Moore
- Diplazium longisorum (Baker) C. Chr.
- Diplazium lutchuense Koidz.
- Diplazium macrodictyon (Baker) Diels
- Diplazium macrophyllum Desv.
- Diplazium macropterum (Sodiro) C. Chr.
- Diplazium macrotis (Baker) Christ
- Diplazium magofukui Nakai
- Diplazium makinoi Y. Yabe
- Diplazium malabaricum Spreng.
- Diplazium malaccense C. Presl
- Diplazium maonense Ching
- Diplazium mapiriense Rosenst.
- Diplazium marattiifolium Christ
- Diplazium marginale C. Chr.
- Diplazium marginatum Blume
- Diplazium marojejyense (Tardieu) Rakotondr. ex J.P. Roux
- Diplazium matamense A. Rojas
- Diplazium matsumurae (Christ) Kodama
- Diplazium matthewii (Copel.) C. Chr.
- Diplazium matudae C.D. Adams
- Diplazium maximum (D. Don) C. Chr.
- Diplazium medogense (Ching & S.K. Wu) Fraser-Jenk.
- Diplazium megaphyllum (Baker) Christ
- Diplazium melanochlamys T. Moore
- Diplazium melanopus (Sodiro) Hieron.
- Diplazium melanosorum (Sodiro) C. Chr.
- Diplazium meniscioides (Sodiro) Diels
- Diplazium merrillii Copel.
- Diplazium mesosorum (Makino) Koidz.
- Diplazium metcalfii Ching
- Diplazium mettenianum (Miq.) C. Chr.
- Diplazium meyenianum C. Presl
- Diplazium microphyllon Desv.
- Diplazium mildei (Kuhn) C. Chr.
- Diplazium moccennianum (Sodiro) C. Chr.
- Diplazium mohillense Fée
- Diplazium mollifrons (C. Chr.) M.G. Price
- Diplazium molokaiense W.J. Rob.
- Diplazium montediabloense Proctor
- Diplazium monticolum (Jenman) C. Chr.
- Diplazium moranii C.D. Adams
- Diplazium morii Hayata
- Diplazium moritzianum Stolze
- Diplazium multicaudatum (Wall. ex C.B. Clarke) Z.R. He
- Diplazium multigemmatum Lellinger
- Diplazium muricatum (Mett.) Alderw.
- Diplazium mutilum Kunze
- Diplazium myriomerum (Christ) Lellinger
- Diplazium nagamanum Makino
- Diplazium nakamurae Seriz.
- Diplazium nanchuanicum (W.M. Chu) Z.R. He
- Diplazium navarrense Lellinger
- Diplazium navarretei Stolze
- Diplazium neglectum (H. Karst.) C. Chr.
- Diplazium nelsonianum A. Rojas
- Diplazium nemorale (Baker) Schelpe
- Diplazium nervosum (Mett.) Diels
- Diplazium nigrosquamosum (Ching) Z.R. He
- Diplazium nipponicum Tagawa
- Diplazium nudicaule (Copel.) C. Chr.
- Diplazium obscurum Christ
- Diplazium obtusum Desv.
- Diplazium ochraceum (Sodiro) Diels
- Diplazium odoratissimum Hayata
- Diplazium oellgaardii Stolze
- Diplazium okinawaense Tagawa
- Diplazium okudaiaeoides Sa. Kurata
- Diplazium okudairai Makino
- Diplazium oldhamii (Hook. & Baker) Christ
- Diplazium omeiense Ching
- Diplazium opacum (D. Don) Christ
- Diplazium ordinatum (Christ) Lellinger
- Diplazium oreophilum Underw. & Maxon
- Diplazium orientale Rosenst.
- Diplazium oshimense (Christ) H. Itô
- Diplazium otophorum (Miq.) C. Chr.
- Diplazium ottonis Klotzsch
- Diplazium ovatum (W.M. Chu) Z.R. He
- Diplazium oxylobum (Sodiro) C. Chr.
- Diplazium pactile Lellinger
- Diplazium palaviense Stolze
- Diplazium palmense Rosenst.
- Diplazium panamense C.D. Adams
- Diplazium papyraceum Jermy & T.G. Walker
- Diplazium paradoxum Fée
- Diplazium parallelogrammum Fée
- Diplazium parallelosorum (Baker) C. Chr.
- Diplazium pastazense Hieron.
- Diplazium paucijugum Stolze
- Diplazium paucipinnum Stolze
- Diplazium pectinatum (Fée) C. Chr.
- Diplazium pedatum Klotzsch
- Diplazium pedicellatum Parris
- Diplazium pellucidum Ching
- Diplazium peruvianum Mynssen & Sylvestre
- Diplazium petelotii Tardieu
- Diplazium petersenii (Kunze) Christ
- Diplazium petiolulatum (Stolze) A.R. Sm.
- Diplazium petrii Tardieu
- Diplazium phaeolepis Tagawa
- Diplazium pin-faense Ching
- Diplazium pinnatifido-pinnatum (Hook.) T. Moore
- Diplazium pinnatifidum Kunze
- Diplazium plantaginifolium (L.) Urb.
- Diplazium platylepis Ching
- Diplazium platyphyllum Christ
- Diplazium polypodioides Bedd.
- Diplazium popayanense Hieron.
- Diplazium portuguesense A. Rojas
- Diplazium praestans (Copel.) C.V. Morton
- Diplazium procerum C. Chr.
- Diplazium proliferum (Lam.) Thouars
- Diplazium prolixum Rosenst.
- Diplazium prominulum Maxon
- Diplazium pseudocarnosum A. Rojas
- Diplazium pseudodoederleinii Hayata
- Diplazium pseudoporrectum Hieron.
- Diplazium pseudosetigerum (Christ) Fraser-Jenk.
- Diplazium puberulentum Mickel & Beitel
- Diplazium pubescens Link
- Diplazium pulchrum Tagawa
- Diplazium pulicosum (Hook.) T. Moore
- Diplazium pullingeri (Baker) J. Sm.
- Diplazium pycnocarpon (Spreng.) M. Broun
- Diplazium quadrangulatum (W.M. Chu) Z.R. He
- Diplazium queenslandicum Tindale
- Diplazium radicans (Sw.) Desv.
- Diplazium reflexum Bory
- Diplazium remotum Fée
- Diplazium repandum Blume
- Diplazium repens Raddi
- Diplazium retusum Rosenst.
- Diplazium rhoifolium Kunze
- Diplazium riedelianum (Bong. ex Kuhn) Kuhn ex C. Chr.
- Diplazium rigescens Kunze
- Diplazium rivale (Baker) Diels
- Diplazium robustum (Sodiro) A. Rojas
- Diplazium roemerianum (Kunze) C. Presl
- Diplazium roraimense Cremers & K.U. Kramer
- Diplazium rostratum Fée
- Diplazium rude Christ
- Diplazium salazarianum A. Rojas
- Diplazium sammatii (Kuhn) C. Chr.
- Diplazium sanctae-rosae Christ
- Diplazium sanderi (C. Chr.) L. Pacheco
- Diplazium sandwichianum Diels
- Diplazium santanderense A. Rojas
- Diplazium saposhanense Ching
- Diplazium seemannii T. Moore
- Diplazium semihastatum (Kunze ex Mett.) C. Chr.
- Diplazium serampurens Spreng.
- Diplazium serratifolium Ching
- Diplazium serratum K. Schum.
- Diplazium serrulatum Desv.
- Diplazium shepherdii (Spreng.) Link
- Diplazium siamense C. Chr.
- Diplazium sibiricum (Turcz. ex Kunze) Sa. Kurata
- Diplazium sikkimense (C.B. Clarke) C. Chr.
- Diplazium simile (W.M. Chu) R. Wei & X.C. Zhang
- Diplazium simplicifolium Kodama
- Diplazium simplicivenium Holttum
- Diplazium siroyamaense Tagawa
- Diplazium skutchii Lellinger
- Diplazium sodiroanum C. Chr.
- Diplazium solutum (Christ) Lellinger
- Diplazium sommerfeldii Á. Löve & D. Löve
- Diplazium sorzogonense (C. Presl) C. Presl
- Diplazium spectabile (Wall. ex Mett.) Ching
- Diplazium spinulosum Blume
- Diplazium splendens Ching
- Diplazium sprucei (Baker) C. Chr.
- Diplazium squamigerum (Mett.) C. Hope
- Diplazium squamuligerum Parris
- Diplazium stenocarpum (Mett.) C. Chr.
- Diplazium stenochlamys C. Chr.
- Diplazium stenolepis Ching
- Diplazium stokeyae Proctor
- Diplazium stoliczkae Bedd.
- Diplazium striatastrum Lellinger
- Diplazium striatum (L.) C. Presl
- Diplazium stuebelianum (Hieron.) Stolze
- Diplazium stuebelii Hieron.
- Diplazium subdilatatum (Ching) Z.R. He
- Diplazium submettenianum Ching
- Diplazium subobliquatum Rosenst.
- Diplazium subobtusum Rosenst.
- Diplazium subquadripinnatum (Copel.) Lellinger
- Diplazium subrigescens Hayata
- Diplazium subsilvaticum Christ
- Diplazium subsinuatum (Wall. ex Hook. & Grev.) Tagawa
- Diplazium subspectabile (Ching & W.M. Chu) Z.R. He
- Diplazium subtripinnatum Nakai
- Diplazium succulentum (C.B. Clarke) C. Chr.
- Diplazium swartzii Blume
- Diplazium sylvaticum (Bory) Sw.
- Diplazium symmetricum (Copel.) M.G. Price
- Diplazium tabalosense Hieron.
- Diplazium tablazianum Christ
- Diplazium taiwanense Tagawa
- Diplazium takii Sa. Kurata
- Diplazium taquetii C. Chr.
- Diplazium tarapotense Rosenst.
- Diplazium tasiroi Tagawa
- Diplazium taulahuae C. Chr.
- Diplazium taylorianum (Jenman) Maxon ex Proctor
- Diplazium tenerifrons Christ
- Diplazium tenue Desv.
- Diplazium tenuicaule Hayata
- Diplazium tenuifolium (Copel.) Lellinger
- Diplazium ternatum Liebm.
- Diplazium tetsu-yamanakae Sa. Kurata
- Diplazium textorii (Miq.) Makino
- Diplazium thelypteroides (Michx.) C. Presl
- Diplazium thunbergii Nakai ex Momose
- Diplazium thwaitesii (A. Braun ex Mett.) Klotzsch ex T. Moore
- Diplazium tibeticum (Ching & S.K. Wu) Z.R. He
- Diplazium tomentellum (Rosenst.) L.D. Gómez
- Diplazium tomentosum Blume
- Diplazium tomitaroanum Masam.
- Diplazium torrentium (C.B. Clarke) Tardieu
- Diplazium travancoricum Bedd.
- Diplazium trianae (Mett.) C. Chr.
- Diplazium triangulare Tagawa
- Diplazium tumulosum T. Moore
- Diplazium tungurahuae (Sodiro) C. Chr.
- Diplazium tungurahuae x remotum C. Chr. X Feé
- Diplazium turubalense Rosenst.
- Diplazium tutense C.D. Adams
- Diplazium ulugurense Verdc.
- Diplazium undulosum Sw.
- Diplazium unilobum Hieron.
- Diplazium uraiense Rosenst.
- Diplazium urticifolium Christ
- Diplazium vastum (Mett.) Diels
- Diplazium veitchii Christ
- Diplazium velaminosum (Diels) Pic. Serm.
- Diplazium velatinum Maxon & C.V. Morton
- Diplazium venulosum (Baker) Diels
- Diplazium verapax (Donn. Sm.) Hieron.
- Diplazium vesiculosum (Sodiro) C. Chr.
- Diplazium villosum C. Presl
- Diplazium virchowii Diels
- Diplazium virescens Kunze
- Diplazium viridescens Ching
- Diplazium viridissimum Christ
- Diplazium vitiense Carruth.
- Diplazium wallisii (Baker) C. Chr.
- Diplazium wangii Ching
- Diplazium welwitschii Diels
- Diplazium wendtii Mickel & A.R. Sm.
- Diplazium werckleanum Christ
- Diplazium wheeleri (Baker) Diels
- Diplazium wichurae (Mett.) Diels
- Diplazium wilsonii (Baker) Diels
- Diplazium wolfii Hieron.
- Diplazium xiphophyllum (Baker) C. Chr.
- Diplazium yakumontanum Tagawa
- Diplazium yangpieense Ching
- Diplazium yaoshanense (Y.C. Wu) Tardieu
- Diplazium yaoshanicum Ching
- Diplazium yungense Christ & Rosenst.
- Diplazium yuyoense M. Kessler & A.R. Sm.
- Diplazium zakamenense (Tardieu) Rakotondr.
- Diplazium zanzibaricum (Baker) C. Chr.
- Diplazium zenkeri Hieron.
- Diplazium zeylanicum (Hook.) T. Moore
- Diplazium × neobirii Fraser-Jenk.
- Diplazium × takamiyae Fraser-Jenk.
- Diplazium × tertium-maximale Fraser-Jenk.
- Diplazium × wallichianum Fraser-Jenk.